# RK Tatran Prešov
RK Tatran Prešov je slovački rukometni klub iz Prešova. Natječe se u Extraligi, prvom rangu slovačkog rukometa i regionalnoj SEHA ligi.
Klub je osnovan 1952. godine. Jedan je od najuspješnijih rukometnih klubova u Slovačkoj. Prvak države je bio 19 puta, dok je nacionalni kup osvojio 25 puta.

## Povijest
Službeni početak kluba započinje 1952. godine pod imenom Slavia CSSA. Tatran se 1954. uspješno kvalificira na prvenstvo Čehoslovačke, gdje osvaja svoju prvu povijesnu broncu. Prva ligaška utakmica održana je 24. kolovoza 1958. u Prešovu. Do sezone 1961./62., Tatrani su uvijek bili lošije plasirani od trećeg mjesta, a od toga razdoblja počinje zlatno doba Tatrana. Kvalitetu su pokazali 1967. kada je reprezentacija Čehoslovačke postigla povijesni uspjeh u Švedskoj – postala je svjetski prvak. Četvorica igrača Tatrana Anton Frolo, Martin Gregor, Vladimir Seruga i Rudolf Horvath također su nastupali u tadašnjoj reprezentaciji. U sezoni 1968./69., Tatran je osvojio svoju prvi naslov čehoslovačkog prvenstva.
Nakon što je Slovačka postala neovisna, od sezone 1993./94. u klubu se rotiraju različite lobističke grupe što se očituje u teškoj financijskoj situaciji koja zahvaća klub. U ljeto 2001. klub mijenja naziv u ŠK Farmakolu Tatran Prešov, kada je na čelo kluba dolazi današnji predsjednik Miloslav Čmeliar koji je klub financijski stabilizirao. Od prosinca 2003. godine klub nosi današnji naziv RK Tatran Prešov.

## Uspjesi
- Nacionalno prvenstvo Slovačke: (19)
  - 2004., 2005., 2007., 2008., 2009., 2010., 2011., 2012., 2013., 2014., 2015., 2016., 2017., 2018., 2019., 2021., 2022., 2024., 2025.
- Nacionalni kup Slovačke: (25)
  - 1971., 1974., 1975., 1976., 1978., 1981., 1982., 2002., 2004., 2005., 2007., 2008., 2009., 2010., 2011., 2012., 2013., 2014., 2015., 2016., 2017., 2018., 2020., 2023., 2024.
- EHF Liga prvaka:
  - 1/8 Final (1): 2004./05.
  - Group Stage (5): 2005./06., 2007./08., 2008./09., 2010./11., 2015./16.
- EHF Kup:
  - Četvrtfinale (1): 2011./12.
  - Osmina finala (1): 2009./10.
  - Grupna faza: (1): 2012./13.
- Kup pobjednika kupova u rukometu:
  - Četvrtfinale (1): 2005./06.
  - Osmina finala (3): 2002./03., 2007./08., 2008./09.

## Vanjske poveznice
- Službena stranica RK Tatran Prešov (slovački)